# حريق مول فيلاجيو 2012
في 28 مايو 2012، اندلع حريق كهربائي في مجمع فيلاجيو للتسوق في الدوحة بقطر، مما أسفر عن مقتل 19 شخصًا على الأقل، بينهم 13 طفلاً، وإصابة 17 آخرين. وكان هذا الحادث هو الأول من نوعه في قطر.
وفي أعقاب الحادث، توصّل تحقيق حكومي إلى وجود إهمال بين أطراف مختلفة، ونُسِب الحريق إلى عدم الالتزام بقواعد السلامة. وعلى الرغم من الاعتراف بوجود بعض العيوب، بما في ذلك الافتقار إلى خطط الطوارئ وتدريب الموظفين، خَلُصَ التحقيق إلى أن الحريق لم يكن متعمدا. وفي يونيو/حزيران 2013، أُدين خمسة أفراد وصدرت بحقهم أحكام متفاوتة، وشهدت الإجراءات القانونية اللاحقة نتائج متباينة، بما في ذلك إلغاء أربع إدانات غير طوعية في أكتوبر/تشرين الأول 2015. وفي أبريل/نيسان 2016، صدر حكم يقضي بعدم سجن أي من المتهمين الخمسة، لكن بدلاً من ذلك، أُمروا بدفع تعويضات "الدية" لأسر الضحايا.
أُعيد افتتاح المركز التجاري في سبتمبر/أيلول 2012، مما أثار انتقادات من جانب أُسر الضحايا، الذين شعروا بالاستبعاد من عملية صنع القرار وأعربوا عن خيبة أملهم إزاء عدم تخليد ذكرى الضحايا في الموقع.

## الحادثة
صرّح وزير الدولة للشؤون الداخلية، عبدالله بن ناصر آل ثاني، بأن مركز العمليات تلقى بلاغاً أولياً عن حريق في فيلاجيو في تمام الساعة 11:02 صباحاً. وأشار إلى أن فِرق الشرطة والدفاع المدني وصلت إلى مكان الحادث خلال دقائق، وفق ما نقلت وكالة الأنباء القطرية. وأوضح أنه تبين وجود 20 طفلاً متواجدين في الحضانة، وتم التركيز على إخلائهم.
وقال العميد حمد الدهيمي من الدفاع المدني القطري إن رجال الإطفاء اضطروا إلى خرق السقف للوصول إلى المبنى بعد انهيار أحد السلالم، وإن محاولات الوصول إلى منطقة الأطفال تعطلت بسبب الحرارة الشديدة كانت الحضانة تفتقر إلى مخرج طوارئ للحريق، وكشف تحقيق حكومي لاحق أن الموظفين لم يستجيبوا بشكل مناسب عندما اندلع الحريق.
كشف تحقيق لاحق أن الحريق بدأ في الطابق العلوي من متجر نايكي للأدوات الرياضية بسبب مشكلة كهربائية مع كشاف ضوء معيب. وقد أدى وجود الطلاء القابل للاشتعال إلى زيادة انتشار الحريق بسرعة.
وقال شهود عيان إن عملية الإنقاذ كانت فوضوية واستغرقت وقتا طويلا في مركز الرعاية النهارية، حيث حوصر الأطفال والبالغون لساعات. وقالت كريستين ويغتون (Christine Wigton)، وهي أمريكية مقيمة في الدوحة، إنها سمعت صوت جرس إنذار خافت عند دخول المركز التجاري، لكنها لم تلاحظ أي إنذارات عالية على الرغم من ارتفاع مستويات الدخان. وأشارت إلى أن الأطفال كانوا يتناولون طعامهم بهدوء في المطاعم القريبة، غير مدركين للخطر، ولم تكن هناك جهود إجلاء جارية. ومع تزايد كثافة الدخان، واصل المتسوقون التسوق، غير مدركين للوضع المتصاعد. وقالت ويغتون إنها غادرت في النهاية بسبب الدخان الكثيف وسلطت الضوء على غياب رشاشات الحريق أو أي مؤشر على خطر وشيك. وفي وصفه للمشهد، شبّه الصحافي النيوزيلندي المغترب طارق البازلي الدخان بدخان العديد من القطارات البخارية. وانتقد عدم اتخاذ المسؤولين في المركز التجاري أي إجراءات عاجلة عند انطلاق صافرات الإنذار. ووصف البازلي صوت إنذار الحريق بأنه "أشبه بصوت جرس الباب"، وأعرب عن قلقه وتلقى طمأنينة من أحد الموظفين بأنه من المرجح أن يكون إنذارًا كاذبًا. وأشار إلى أن أحد أفراد العامة هو الذي نبه الجميع على وجه السرعة إلى ضرورة الإخلاء بعد أن امتد الحريق إلى جزء آخر من المركز التجاري.
أدى الحريق إلى مقتل 19 شخصًا، من بينهم 13 طفلاً وأربعة مدرسين ورجلي إطفاء. وأصيب 17 شخصًا، بينهم أربعة أطفال. تراوحت أعمار الأطفال الذين لقوا حتفهم في الحريق، بما في ذلك مجموعة من التوائم الثلاثة، بين 18 شهرًا و7 سنوات، وكانوا من مواطني دول نيوزيلندا والصين وكندا وفرنسا وجنوب إفريقيا وإسبانيا ومصر الولايات المتحدة. كان رجلا الإطفاء اللذان لقيا حتفهما في الحريق من مواطني إيران والمغرب، في حين كان من بين البالغين الأربعة الآخرين مُعلّم من جنوب إفريقيا وثلاثة معلّمين من الفلبين. تبيّن أن المعلمين الفلبينيين كانا مهاجرين غير شرعيين، وفقًا لإدارة رعاية العمال في الخارج الفلبينية.

## العواقب

### ردود الفعل
على الرغم من أن جميع الضحايا كانوا من المغتربين، إلا أن مراسم إحياء الذكرى التي أعقبت الحادث اجتذبت العديد من القطريين. وقد أثار الحريق تساؤلات حول سلامة المباني في البلاد.
ساءلت جريدة الوطن القطرية، وزارة الشؤون الاجتماعية، عما إذا كانت الحضانة تُلبي شروط الحصول على الترخيص، مُعربة عن مخاوفها من وجود أطفال صغار في منشأة ربما لم تكن مجهزة بشكل كاف. ووصف صالح الكواري، رئيس تحرير صحيفة الراية، الإهمال المزعوم لمعايير السلامة بأنه بمثابة "قتل متعمد"، ووصف الحادث بأنه "كارثة حقيقية".
وفي أعقاب المأساة، قدّمت السلطات القطرية تعازيها لأسر الضحايا وبدأت تحقيقًا. وقد قام ولي العهد القطري آنذاك، الشيخ تميم بن حمد آل ثاني، بزيارة بعض العائلات المتضررة شخصيًا ووعدهم بالعدالة.
بعث رئيس الدولة خليفة بن زايد آل نهيان برقية تعزية إلى الشيخ حمد بن خليفة آل ثاني، عبر فيها عن خالص تعازيه وصادق مواساته في ضحايا الحادث الأليم. كما بعث الشيخ محمد بن راشد آل مكتوم نائب رئيس الدولة ورئيس مجلس الوزراء وحاكم دبي، والشيخ محمد بن زايد آل نهيان ولي عهد أبوظبي نائب القائد الأعلى للقوات المسلحة، برقيات تعزية مماثلة.

بعد أسابيع قليلة من الحريق، أصدرت شركة نايكي البيان التالي:
تُعرب شركة نايكي عن حزنها العميق إزاء الوفيات التي وقعت قبل ثلاثة أسابيع في فيلاجيو مول في قطر، وتُعبّر عن تعاطفها مع عائلات الضحايا. تُدرك شركة نايكي أن السلطات المحلية قد استكملت تقرير التحقيق في الحريق، وأن متجر نايكي، المملوك والمُدار من قبل موزعنا في الشرق الأوسط، كان جزءًا من التحقيق. وتسعى شركة نايكي إلى الحصول على مزيد من الوضوح حول عدد من العناصر التي وردت في التقرير قبل تقديم المزيد من التعليقات."

### التحقيق والمحاكمة
توصّل تحقيق اللجنة العليا الخاصة بقطر إلى إهمال من جانب فريق الأمن المسؤول عن المجمع التجاري، مشيرًا إلى التأخر في الاستجابة للحادث. وأشارت اللجنة أيضًا إلى غياب خطط الطوارئ للتعامل مع هذا النطاق من الطوارئ، وسلطت الضوء على نقص التدريب بين موظفي مركز التسوق للتعامل مع السيناريوهات المتعلقة بالحرائق. تم تحديد أن الحريق نشأ في الطابق العلوي من متجر نايكي للسلع الرياضية بسبب مشكلة كهربائية تسببت في اشتعال كشاف ضوء معيب، وتفاقم بسبب الطلاء القابل للاشتعال، مما أدى إلى انتشاره السريع. وقد عزا التحقيق الحريق إلى "عدم الالتزام بالقوانين واللوائح وتدابير السلامة من قبل أطراف مختلفة بدرجات متفاوتة". ووفقًا لتقرير، فإن مركز الرعاية النهارية "يفتقر إلى الترخيص المطلوب كحضانة من وزارة الشؤون الاجتماعية، وبالتالي فشل في تلبية معايير السلامة اللازمة". وقرّر المحققون أن رجال الإطفاء استغرقوا ساعتين للوصول إلى الأطفال المحاصرين داخل الحضانة. وذكرت لجنة التحقيق أن الحريق لم يكن متعمدا، وتوصلت إلى وجود تقصير عام في الالتزام بالقوانين والأنظمة والتدابير اللازمة من قبل كافة الأطراف المشاركة بدرجات متفاوتة. وقد شمل هذا الافتقار إلى الالتزام جوانب مثل التصميم والترخيص وشروط السلامة.
وفي نوفمبر/تشرين الثاني 2012، تم تأجيل المحاكمة إلى 19 ديسمبر/كانون الأول بعد طلب من محامي الدفاع إدراج شركة نايكي، التي كان متجرها هو مصدر حريق المركز التجاري، كمتهمين. كما تم طلب إضافة ممثلي الدفاع المدني وشركات التأمين إلى قائمة المتهمين. اعترض المدعون العامون على هذا الطلب، لكن القضاة صرّحوا بأنه سيتم النظر فيه.
في يونيو/حزيران 2013، أُدين خمسة أشخاص بتهمة القتل نتيجة الإهمال. وحُكم على سفير قطر في بلجيكا الشيخ علي بن جاسم آل ثاني وزوجته إيمان الكواري، مالكي مركز جيمبانزي للرعاية النهارية حيث توفي الأطفال، بالسجن لمدة ست سنوات، وهي أقصى عقوبة، وأُمرا بدفع 200 ألف ريال قطري كدية لأسر الضحايا. وصدرت العقوبة ذاتها وأمر التعويض على رئيس مجلس إدارة ونائبي مدير مجمع فيلاجيو التجاري عبد العزيز محمد الربان وتزوليوس تزوليو، وأُدين منصور ناصر فزاع الشهواني، لموظف في وزارة الأعمال والتجارة، بتهمة التزوير وحكم عليه بالسجن لمدة خمس سنوات لإصداره ترخيصاً لشركة جيمبانزي. تم تبرئة رئيس المركز التجاري ونائب الأمن من التهمة.
أصدرت أُسر الضحايا بيانًا مشتركًا أعربت فيه عن ارتياحها للحكم لكنها طالبت بمزيد من الوضوح وحثت المسؤولين القطريين على إصدار التقرير الرسمي الكامل عن الحادث.
بدأت جلسات الاستئناف في نوفمبر 2013.
استمرت المناقشات بشأن التصنيف القانوني لجيمبانزي. وركزت المحاكمة الجنائية والاستئناف على ما إذا كانت جيمبانزي منطقة لعب للأطفال، كما يشير ترخيصها، أو حضانة للأطفال. وقد اعتبرت المحكمة الأدنى هذا هو الخيار الأخير، حيث حكمت بأن جيمبانزي كان يعمل بشكل غير قانوني. وفي جلسة الاستئناف السابقة في فبراير/شباط، استعرضت المحكمة صورا لمدرسة جيمبانزي تعرض مواد تعليمية مثل ملصقات الأبجدية والسبورة. وقد دفع هذا القاضي إلى ملاحظة أن جيمبانزي بدا وكأنه يقدم أنشطة تعليمية وترفيهية، مما يدعم الحجة القائلة بأنه كان بمثابة حضانة وليس مجرد منطقة لعب أو خدمة رعاية أطفال مؤقتة.
خلال إجراءات المحكمة في مارس/آذار 2015، أكّد مسؤول أن متجر نايكي في المركز التجاري، حيث نشأ الحريق، لم يكن يمتلك التصاريح المطلوبة من الدفاع المدني. وقد أثار هذا الكشف، الذي لم يُكشف عنه من قبل، تساؤلات حول سبب عدم تحميل شركة نايكي المسؤولية عن الحادث.
وسعى محامو الدفاع إلى تصوير حريق فيلاجيو باعتباره نموذجا لحوادث أخرى شهدتها البلاد، مشددين على التغطية الإعلامية الواسعة التي حظي بها. وأثيرت مخاوف بشأن كفاءة أنظمة إخماد الحرائق في مركز التسوق في يوم الحادث، خاصة وأن التقارير أشارت إلى أن بعض مضخات المياه في مركز التسوق بحاجة إلى إصلاح. وقال محامي الدفاع إن المضخات المعيبة كانت مخصصة لخدمة نظام الري الخارجي للمركز التجاري، وليس معدات مكافحة الحرائق. طعن محامي مدير المركز التجاري في استنتاجات المحكمة الأدنى بشأن طول خراطيم إطفاء الحرائق في مركز التسوق. وشهد شهود الدفاع المدني خلال جلسات الاستئناف أن المركز التجاري يعمل بموجب ترخيص ساري المفعول، على الرغم من المخاوف السابقة التي أثيرت بشأن طبيعة دهاناته وزخارفه القابلة للاشتعال قبل افتتاحه في عام 2006 وخلال مراجعة لاحقة بعد عامين.
في أكتوبر 2015، ألغت محكمة الاستئناف إدانات القتل غير العمد بعد الحكم بعدم قبول العديد من الأدلة وشهادات الشهود، وبرأت الأفراد الأربعة الذين أدينوا وحُكم عليهم. وأدينت الشركة المالكة للمركز التجاري، وهي الشركة القطرية للمشاريع العقارية والتجارية، بتهمة القتل غير العمد، مما سهّل تقدم الدعاوى القضائية المرفوعة في الولايات المتحدة وقطر. حكم القاضي برفض جميع الشهادات التي قدمها أفراد أسر الضحايا خلال المحاكمة الجنائية الأولية، مؤكدا أنه لا يجوز لأحد أن يكون شاهدا ومدعيا في نفس القضية. أعرب العديد من أقارب المتوفين عن انزعاجهم من إلقاء القاضي اللوم على موظفي جيمبانزي المتوفين، وخاصة فيما يتعلق بمخرج الطوارئ المسدود جزئيًا. وكان جميع المتهمين الخمسة غائبين أثناء النطق بالحكم. وطلب النائب العام القطري علي بن فطيس المري مراجعة القرار.
وفي فبراير/شباط 2016، أمرت محكمة التمييز، أعلى محكمة في قطر، بإعادة المحاكمة أمام محكمة الاستئناف، حيث قضت بأن القاضي طبق القانون بشكل غير صحيح.
في أبريل/نيسان 2016، قرّر القاضي أن أيّا من المتهمين الخمسة الذين يخضعون للمحاكمة لن يواجه السجن، لكنه اختار "معاقبتهم مرة أخرى" من خلال مطالبتهم بدفع تعويضات "دية" لأسر الضحايا. وامتنع القاضي عن استخدام المصطلحات القانونية مثل "مذنب"، "إدانة"، "غير مذنب"، أو "البراءة" أثناء قراءة الحكم. وكان قاضي المحكمة الجنائية الدنيا قد أمر بدفع الدية في البداية في عام 2013، وقد تلقت بعض الأسر مدفوعاتها بالفعل. وأثار أحد محامي المتهمين مخاوف بشأن الشفافية، مستشهدا بحالات قبِل فيها أقارب المتوفى تسويات مالية في شهر مارس/آذار وبالتالي أسقطوا القضايا الجنائية والمدنية. وذكر نجيب النعيمي أن أمر دفع الدية يشير إلى أن المحكمة وجدت المتهمين مذنبين بارتكاب جريمة. وقال إن النيابة العامة لها الحق في استئناف الحكم أمام محكمة النقض. تم تخفيض الحكم الصادر ضد منصور ناصر فزاع الشهواني المدان بالتزوير إلى سنة واحدة مع وقف التنفيذ لمدة ثلاث سنوات.

### إعادة الافتتاح
في سبتمبر 2012، استأنف مجمع فيلاجيو التجاري عملياته جزئيًا، بعد أكثر من ثلاثة أشهر من الحريق. أعربت عائلات الأطفال الضحايا عن غضبها إزاء إعادة الفتح، وطالبت بالمحاسبة عن المأساة. وفي رسالة إلى صحيفة ذا ناشيونال، انتقد أقارب الضحايا كل من المركز التجاري والحكومة لفشلهما في إبلاغهم بالقرار مسبقًا. أعربوا عن غضبهم لعدم دعوتهم إلى الحداد على أطفالهم بشكل خاص في موقع الحادث، وأدانوا أصحاب المركز التجاري وإدارته لعدم اهتمامهم.
في يونيو 2013، أعاد المركز التجاري فتح الممر المتضرر، وأفادت التقارير أنه لم يتم تشييد أي نصب تذكاري على طول الممرات. واتهمت عائلات المتوفين المركز التجاري بـ "السلوك غير الحساس المستمر" في بيان.